# Maynor Figueroa
Maynor Alexis Figueroa Róchez (* 2. května 1983, Jutiapa) je bývalý honduraský fotbalista, který hrál jako střední obránce.
Nejvíce se proslavil působením v klubu Wigan Athletic, za který odehrál 179 zápasů v Premier League a v roce 2013 s ním vyhrál FA Cup. V letech 2003 až 2022 nastoupil do více než 180 reprezentačních utkání, včetně účasti na sedmi zlatých pohárech CONCACAF, dvou mistrovství světa ve fotbale a Letních olympijských hrách 2012. S reprezentací byl třetí v lize národů CONCACAF.